# 舍列斯季夫卡
49°29′24″N 39°54′53″E / 49.49000°N 39.91472°E
舍萊斯蒂夫卡（烏克蘭語：Шелестівка）是位於烏克蘭東部的村莊，由盧甘斯克州舊比利斯克區的米洛韋市鎮負責管轄。該村始建於1750年，面積3.92平方公里，海拔高度116米，2001年人口331。